# 360° Ao Vivo
360° Ao Vivo é um álbum ao vivo de samba e pagode do Grupo Revelação, lançado em 2012 pela Universal Music. Foi gravado no HSBC Arena, no Rio de Janeiro no dia 5 de julho. O álbum comemora 20 anos de carreira do grupo, e traz músicas inéditas como "Só Vai de Camarote", "Mulher Traída", "Fala Baixinho (Shiii)" e "Filho da Simplicidade", que foi tema da novela Avenida Brasil. Também traz as participações especiais de Belo, Benito di Paula, Carlinhos Brown, Aviões do Forró, David Elliot e Grupo Clareou. Também é o último álbum do grupo com o vocalista Xande de Pilares, que anunciou sua saída em 2014.

## Faixas do CD
1. Só Vai de Camarote
2. Trilha Sem Fim (Part. Belo)
3. Fala Baixinho (Shiii)
4. Mulher Traída
5. Além de Tudo / Retalhos de Cetim / Charlie Brown (Part. Benito di Paula)
6. Quem Ama Não Pisa
7. Ô Queiroz
8. Ai Meu Deus (Part. Grupo Clareou)
9. Pra Sempre Com Você
10. Essência da Paixão (Part. David Elliot)
11. Tão Longe de Você
12. Batida de Limão
13. Explosão de Alegria (Part. Carlinhos Brown)
14. Agora Viu Que Perdeu e Chora / Mulher Não Manda Em Homem

## Faixas do DVD
1. Abertura
2. Quando a Gira Girou
3. Filho da Simplicidade
4. Só Vai de Camarote
5. Trilha Sem Fim (Part. Belo)
6. Fala Baixinho (Shiii)
7. Vai à Luta
8. Além de Tudo / Retalhos de Cetim / Charlie Brown (Part. Benito di Paula)
9. Quem Ama Não Pisa
10. Colete Curto / Moenda Velha / Deixa Clarear
11. Amor Pra Sempre (Part. Xandy Avião)
12. Deixa o Amor Entrar Na Sua Vida
13. Ô Queiroz
14. Essência da Paixão (Part. David Elliot)
15. Pra Sempre Com Você
16. Mulher Traída
17. Minha Preta
18. Ai Meu Deus (Part. Grupo Clareou)
19. Deixou Saudade
20. Tão Longe de Você
21. Explosão de Alegria (Part. Carlinhos Brown)
22. Dou, Não Dou
23. Pensando Em Você / É Diferente
24. Batida de Limão
25. Agora Viu Que Perdeu e Chora / Mulher Não Manda Em Homem

## Certificação
| Brasil (ABPD)                             | Ouro | 2013 | 50.000* |
| *número de vendas baseado na certificação |      |      |         |